# مالی (داغستان)
مالی (به لاتین: Maali) یک منطقهٔ مسکونی در روسیه است که در داغستان واقع شده‌است.